# Clarence « Frogman » Henry
Clarence « Frogman » Henry, né le 19 mars 1937 à La Nouvelle-Orléans (Louisiane) et mort le 7 avril 2024 dans la même ville, est un chanteur américain de rhythm and blues.

## Carrière
Fats Domino et Professor Longhair étaient les modèles d'Henry quand il était jeune. Par la suite, quand Henry fit des représentations, il s'habilla comme Longhair et portait une perruque avec des tresses de chaque côté.
Le coassement, sa marque de fabrique utilisée notamment sur son premier succès Ain't Got No Home, vaut à Henry le surnom de « Frogman » (« homme-grenouille »). Il fait décoller sa carrière musicale. You Always Hurt the One You Love (en) et (I Don't Know Why) But I Do (en), tous deux produits en 1961, sont deux de ses plus importants succès.
Henry fait la première partie de dix-huit concerts des Beatles à travers les États-Unis et le Canada en 1964, mais sa principale source de revenus venait de ses prestations rue Bourbon à La Nouvelle-Orléans, où il joua durant 19 ans.
L'importance de la contribution de Clarence Henry à la musique fut reconnue par la Rockabilly Hall of Fame. En avril 2007, The Louisiana Music Hall of Fame (en) honora l'Homme-Grenouille pour ses contributions à la musique de Louisiane en l'introduisant à la Louisiana Music Hall of Fame.

## Influences
Dans une interview, Mark Sandman, du groupe de rock Morphine, cite Clarence « Frogman » Henry comme une importante référence musicale pour lui.

## Réutilisation de ses titres
Son titre Ain't Got No Home est utilisé dans plusieurs films ou émissions.
La chanson (I Don't Know Why) But I Do (en) est entendue dans les films Forrest Gump et Mickey les yeux bleus, ainsi que dans une publicité pour Expedia. Elle fait un « tabac » en Europe en 2019-2020.